# Julián Barcina
Julián Barcina Aguinaco (Barakaldo, 31 oktober 1966) is een Spaans voormalig professioneel wielrenner. Hij reed twee seizoenen voor Euskadi, maar wist geen enkele professionele koers te winnen.